# Прангли
Прангли (ест. Prangli; швед. Vrangö) мање је острво смештено уз северну обалу Естоније, у Финском заливу Балтичког мора. Острво административно припада округу Харјума. Максимална дужина острва је до 6 километара, ширина до 2,5 км, док је укупна површина острва 6,44 км². Трајектом је повезано са копном. 
У писаним изворима острво се први пут помиње 1387. под именом Ранго, а први досељеници на острво су дошли из Шведске. Године 1923. на острву је подигнут светионик.
Према подацима са пописа становништва из 2011. на острву је живело 93 становника или у просеку 14,4 стан/км². 

## Галерија
- Дом културе на острву
- Локална продавница
- Пристаниште Келнасе
- Светионик